# Blaxland

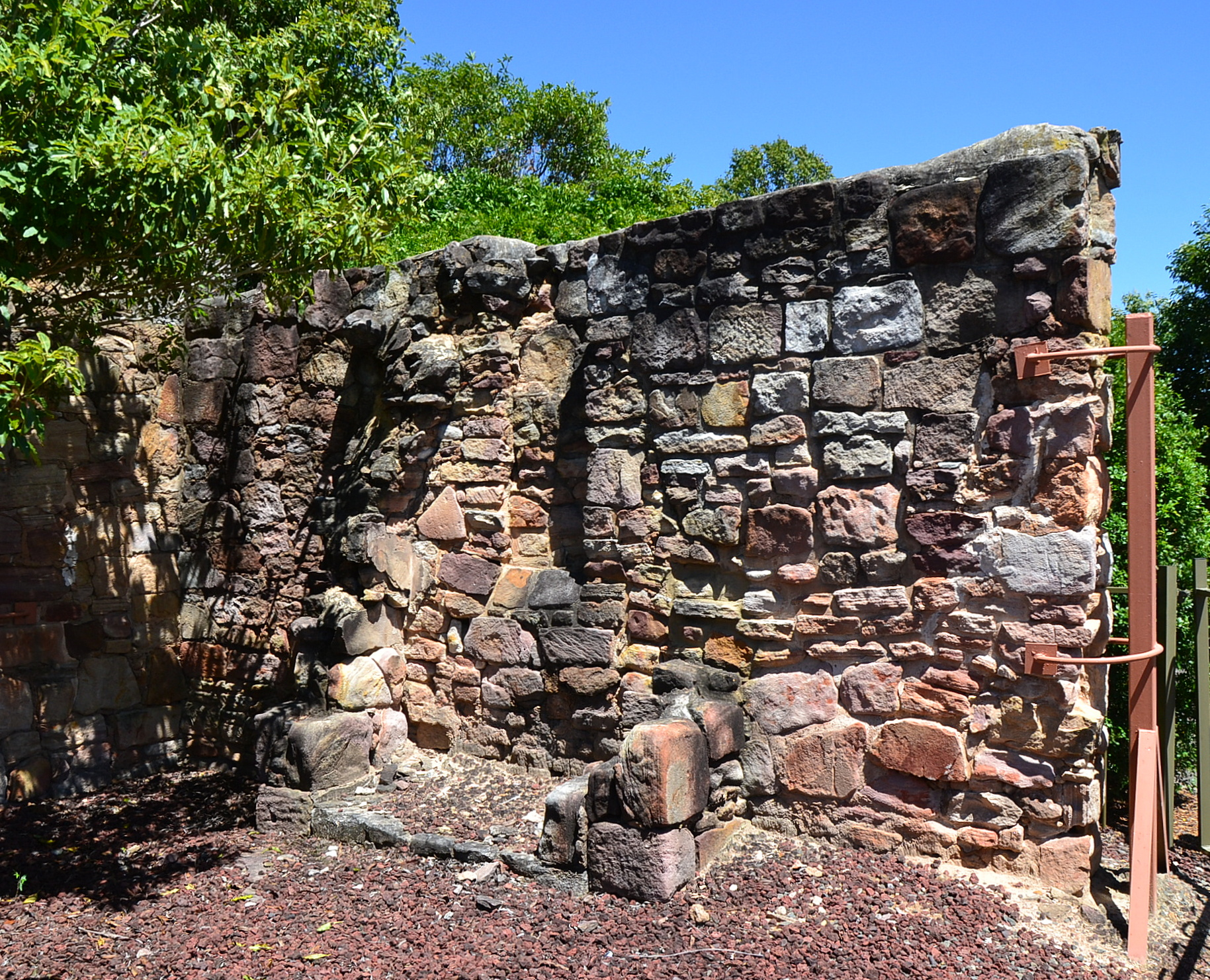
Destroços de Pilgrim Inn, por volta de 1825

Blaxland é uma cidade australiana localizada no estado da Nova Gales do Sul. Sua população, segundo o censo de 2011, era de 7 330 habitantes, dos quais 3 559 são homens e 3 771 são mulheres.